# Jeanette Ottesen Gray
Jeanette Ottesen Gray (Lyngby, 30 december 1987) is een Deense zwemster. Zij vertegenwoordigde haar vaderland op de Olympische Zomerspelen 2004 in Athene, op de Olympische Zomerspelen 2008 in Peking, op de Olympische Zomerspelen 2012 in Londen en op de Olympische Zomerspelen 2016 in Rio de Janeiro.

## Carrière
Bij haar internationale debuut, op de Europese kampioenschappen kortebaanzwemmen 2002 in Riesa, strandde Ottesen in de series van de 50 meter vrije slag. Op de 4x50 meter vrije slag eindigde ze samen met Karen Egdal, Eva Zachariassen en Sophia Skou op de zevende plaats.
Op de Europese kampioenschappen kortebaanzwemmen 2003 in Dublin eindigde de Deense als vierde op de 50 meter vlinderslag, op de 50 en 100 meter vrije slag en de 100 meter vlinderslag werd ze uitgeschakeld in de halve finales. Samen met Louise Ørnstedt, Majken Thorup en Mette Jacobsen eindigde ze als vierde op de 4x50 meter wisselslag.
In Madrid nam Ottesen deel aan de Europese kampioenschappen zwemmen 2004, op dit toernooi eindigde ze als vierde op de 50 meter vlinderslag en strandde ze in de halve finales van de 100 meter vlinderslag en in de series van de 50 en de 100 meter vrije slag. Op de 4x100 meter vrije slag eindigde ze samen met Mette Jacobsen, Louise Jansen en Charlotte Johannsen op de zevende plaats, samen met Mette Jacobsen, Majken Thorup en Louise Jansen eindigde ze als zevende op de 4x100 meter wisselslag. Tijdens de Olympische Zomerspelen van 2004 in Athene werd de Deense uitgeschakeld in de series van de 50 en de 100 meter vrije slag. Samen met Louise Ørnstedt, Majken Thorup en Mette Jacobsen strandde ze in series van de 4x100 meter wisselslag. Op de Europese kampioenschappen kortebaanzwemmen 2004 in de Oostenrijkse hoofdstad Wenen eindigde Ottesen als zevende op de 100 meter vlinderslag, op de 100 meter vrije slag en de 50 meter vlinderslag werd ze uitgeschakeld in de halve finales. Op de 4x50 meter wisselslag eindigde ze samen met Louise Ørnstedt, Louise Jansen en Micha Østergaard op de vierde plaats, samen met Micha Østergaard, Annette Hansen en Mette Jacobsen bereikte ze de zesde plaats op de 4x50 meter vrije slag.

### 2005-2008
Op de wereldkampioenschappen zwemmen 2005 in Montreal strandde Ottesen in de series van de 50 en 100 meter vrije slag en de 50 en 100 meter vlinderslag.
Tijdens de Europese kampioenschappen zwemmen 2006 in Boedapest werd de Deense uitgeschakeld in de halve finales van de 50 meter vlinderslag, op de 50 en 100 meter vrije slag en de 100 meter vlinderslag strandde ze in de series. Samen met Louise Ørnstedt, Julie Hjorth-Hansen en Micha Østergaard eindigde ze als achtste op de 4x100 meter wisselslag. Op de Europese kampioenschappen kortebaanzwemmen 2006 in Helsinki eindigde Ottesen als achtste op de 50 meter vlinderslag, op de 100 meter vlinderslag werd ze uitgeschakeld in de halve finales en op de 50 en de 100 meter vrije slag in de series. Op de 4x50 meter vrije slag eindigde ze samen met Annette Hansen, Maja Kruse en Line Lauridsen als achtste.
In Melbourne nam de Deense deel aan de wereldkampioenschappen zwemmen 2007, op dit toernooi strandde ze in de halve finales van de 50 meter vlinderslag en in de series van de 50 en de 100 meter vrije slag en de 100 meter vlinderslag. Op de Europese kampioenschappen kortebaanzwemmen 2007 in Debrecen eindigde Ottesen als vijfde op de 50 meter vlinderslag en werd ze gediskwalificeerd in de finale van de 100 meter vlinderslag, op de 100 meter vrije slag werd ze uitgeschakeld in de halve finales. Op de 4x50 meter vrije slag eindigde ze samen met Line Lauridsen, Micha Østergaard en Kristina Thomsen op de vijfde plaats, samen met Pernille Larsen, Rikke Møller Pedersen en Line Lauridsen eindigde ze als achtste op de 4x50 meter wisselslag.
Op de Europese kampioenschappen zwemmen 2008 in Eindhoven eindigde Ottesen als zesde op de 50 meter vlinderslag en strandde ze in de halve finales van de 50 meter vrije slag en de 100 meter vlinderslag. Samen met Louise Jansen, Micha Østergaard en Kristina Thomsen eindigde ze als zevende op de 4x100 meter vrije slag. Tijdens de Olympische Zomerspelen van 2008 in Peking eindigde de Deense als vijfde op de 100 meter vrije slag en werd ze uitgeschakeld in de halve finales van de 50 meter vrije slag en de 100 meter vlinderslag. Op de Europese kampioenschappen kortebaanzwemmen 2008 in Rijeka veroverde Ottesen de Europese titel op de 100 meter vlinderslag, daarnaast sleepte ze de zilveren medaille in de wacht op de 100 meter vrije slag en de 50 meter vlinderslag en de bronzen medaille op de 50 meter vrije slag. Samen met Elspa Mørkøre, Rikke Møller Pedersen en Micha Østergaard eindigde ze als vierde op de 4x50 meter wisselslag, op de 4x50 meter vrije slag eindigde ze samen met Line Lauridsen, Josephine Emilie Thomsen en Micha Østergaard op de vijfde plaats.

### 2009-heden
In Rome nam de Deense deel aan de wereldkampioenschappen zwemmen 2009. Op dit toernooi eindigde ze als zevende op de 100 meter vrije slag, daarnaast strandde ze in de halve finales van zowel de 50 meter vrije slag als de 50 en de 100 meter vlinderslag. Samen met Pernille Larsen, Rikke Møller Pedersen en Micha Østergaard werd ze uitgeschakeld in de series van de 4x100 meter wisselslag. Tijdens de Europese kampioenschappen kortebaanzwemmen 2009 in Istanboel legde Ottesen beslag op de bronzen medaille op zowel de 100 meter vrije slag als de 100 meter vlinderslag, op de 50 meter vlinderslag eindigde ze op de vierde plaats. Op de 4x50 meter wisselslag eindigde ze samen met Pernille Larsen, Rikke Møller Pedersen en Micha Østergaard op de vijfde plaats.
Op de Europese kampioenschappen zwemmen 2010 in Boedapest veroverde de Deense de zilveren medaille op de 50 meter vlinderslag, daarnaast eindigde ze als vierde op de 100 meter vlinderslag en als zesde op de 50 meter vrije slag. Samen met Pernille Larsen, Rikke Møller Pedersen en Louise Jansen eindigde ze als vierde op de 4x100 meter wisselslag. In Dubai nam Ottesen deel aan de wereldkampioenschappen kortebaanzwemmen 2010, op dit toernooi sleepte ze de bronzen medaille in de wacht op de 50 meter vlinderslag en eindigde ze als zesde op de 100 meter vlinderslag.
Tijdens de wereldkampioenschappen zwemmen 2011 in Shanghai veroverde de Deense de wereldtitel op de 100 meter vrije slag, daarnaast eindigde ze als zesde op de 50 meter vrije slag en strandde ze in de halve finales van zowel de 50 als de 100 meter vlinderslag. Op de 4x100 meter vrije slag eindigde ze samen met Pernille Blume, Mie Nielsen en Lotte Friis op de achtste plaats, samen met Mie Nielsen, Rikke Møller Pedersen en Pernille Blume werd ze uitgeschakeld in de series van de 4x100 meter wisselslag. Op de Europese kampioenschappen kortebaanzwemmen 2011 in Szczecin werd Ottesen Europees kampioene op zowel de 50 als de 100 meter vlinderslag, op zowel de 50 als de 100 meter vrije slag legde ze beslag op de zilveren medaille. Op de 4x50 meter wisselslag veroverde ze samen met Mie Ø. Nielsen, Rikke Møller Pedersen en Pernille Blume de Europese titel, samen met Mie Nielsen, Pernille Blume en Katrine Holm Sørensen sleepte ze de zilveren medaille in de wacht op de 4x50 meter vrije slag.
In Londen nam de Deense deel aan de Olympische Zomerspelen van 2012. Op dit toernooi eindigde ze als zesde op de 100 meter vlinderslag en als zevende op de 100 meter vlinderslag, op de 50 meter vrije slag strandde ze in de halve finales. Op de 4x100 meter vrije slag eindigde ze samen met Pernille Blume, Mie Nielsen en Lotte Friis op de zesde plaats, samen met Mie Nielsen, Rikke Møller Pedersen en Pernille Blume eindigde ze als zevende op de 4x100 meter wisselslag. Tijdens de Europese kampioenschappen kortebaanzwemmen 2012 in Chartres veroverde Ottesen Gray de gouden medaille op de 50 meter vlinderslag, de zilveren medaille op de 100 meter vrije slag en de bronzen medaille op zowel de 50 meter vrije slag als de 100 meter vlinderslag. Op de 4x50 meter vrije slag legde ze samen met Kelly Riber Rasmussen, Julie Levisen en Pernille Blume beslag op de Europese titel, samen met Kristina Thomsen, Rikke Møller Pedersen en Pernille Blume sleepte ze de Europese titel in de wacht op de 4x50 meter wisselslag. Op de gemengde 4x50 meter vrije slag eindigde ze samen met Daniel Skaaning, Daniel Steen Andersen en Pernille Blume op de vijfde plaats. Op de wereldkampioenschappen kortebaanzwemmen 2012 in Istanboel veroverde de Deense de bronzen medaille op zowel de 50 meter vrije slag als de 50 meter vlinderslag. Samen met Mie Nielsen, Rikke Møller Pedersen en Pernille Blume werd ze wereldkampioene op de 4x100 meter wisselslag, op de 4x100 meter vrije slag legde ze samen met Mie Nielsen, Pernille Blume en Kelly Riber Rasmussen beslag op de bronzen medaille.

## Internationale toernooien
| Jaar | Olympische Spelen                                                                                   | WK langebaan | WK kortebaan                                                             | EK langebaan | EK kortebaan |
| ---- | --------------------------------------------------------------------------------------------------- | --- | ------------------------------------------------------------------------ | --- | --- |
| 2002 | | | geen deelname                                                            | geen deelname | 19e 50m vrije slag 7e 4x50m vrije slag |
| 2003 | | geen deelname |                                                                          | | 9e 50m vrije slag 15e 100m vrije slag 4e 50m vlinderslag 15e 100m vlinderslag DQ 4x50m vrije slag 4e 4x50m wisselslag                     |
| 2004 | 22e 50m vrije slag 18e 100m vrije slag 9e 4x100m wisselslag                                         | | geen deelname                                                            | 20e 50m vrije slag 18e 100m vrije slag 4e 50m vlinderslag 14e 100m vlinderslag 7e 4x100m vrije slag 7e 4x100m wisselslag | 18e 50m vrije slag 13e 100m vrije slag 9e 50m vlinderslag 7e 100m vlinderslag 6e 4x50m vrije slag 4e 4x50m wisselslag                     |
| 2005 | | 29e 50m vrije slag 27e 100m vrije slag 20e 50m vlinderslag 29e 100m vlinderslag 11e 4x100m vrije slag 15e 4x100m wisselslag    |                                                                          | | geen deelname |
| 2006 | | | geen deelname                                                            | 19e 50m vrije slag 25e 100m vrije slag 9e 50m vlinderslag 20e 100m vlinderslag 8e 4x100m wisselslag                      | 19e 50m vrije slag 32e 100m vrije slag 8e 50m vlinderslag 11e 100m vlinderslag 8e 4x50m vrije slag                                        |
| 2007 | | 24e 50m vrije slag 17e 100m vrije slag 11e 50m vlinderslag 19e 100m vlinderslag 15e 4x100m wisselslag                          |                                                                          | | 9e 100m vrije slag 5e 50m vlinderslag DQ 100m vlinderslag 5e 4x50m vrije slag 8e 4x50m wisselslag                                         |
| 2008 | 11e 50m vrije slag 5e 100m vrije slag 15e 100m vlinderslag                                          | | geen deelname                                                            | 11e 50m vrije slag serie 100m vrije slag 6e 50m vlinderslag 10e 100m vlinderslag 7e 4x100m vrije slag                    | 50m vrije slag · 100m vrije slag · 50m vlinderslag · 100m vlinderslag · 5e 4x50m vrije slag · 4e 4x50m wisselslag                         |
| 2009 | | 10e 50m vrije slag 7e 100m vrije slag 9e 50m vlinderslag 11e 100m vlinderslag 9e 4x100m wisselslag                             |                                                                          | | 100m vrije slag · 4e 50m vlinderslag · 100m vlinderslag · 5e 4x50m wisselslag                                                             |
| 2010 | | | serie 100m vrije slag · 50m vlinderslag · 6e 100m vlinderslag            | 6e 50m vrije slag · serie 100m vrije slag · 50m vlinderslag · 4e 100m vlinderslag · 4e 4x100 meter wisselslag            | geen deelname |
| 2011 | | 6e 50m vrije slag · 100m vrije slag · 13e 50m vlinderslag · 11e 100m vlinderslag · 8e 4x100m vrije slag · 9e 4x100m wisselslag |                                                                          | | 50m vrije slag · 100m vrije slag · 50m vlinderslag · 100m vlinderslag · 4x50m vrije slag · 4x50m wisselslag                               |
| 2012 | 12e 50m vrije slag 7e 100m vrije slag 6e 100m vlinderslag 6e 4x100m vrije slag 7e 4x100m wisselslag | | 50m vrije slag · 50m vlinderslag · 4x100m vrije slag · 4x100m wisselslag | geen deelname | 50m vrije slag · 100m vrije slag · 50m vlinderslag · 100m vlinderslag · 4x50m vrije slag · 4x50m wisselslag · 5e 4x50m vrije slag gemengd |

## Persoonlijke records
Bijgewerkt tot en met 16 juni 2013
Kortebaan
| Afstand          | Tijd  | Datum            | Plaats          |
| ---------------- | ----- | ---------------- | --------------- |
| 50m vrije slag   | 24,00 | 16 december 2012 | Istanboel       |
| 100m vrije slag  | 51,90 | 20 december 2009 | Sint-Petersburg |
| 50m vlinderslag  | 24,92 | 9 december 2011  | Szczecin        |
| 100m vlinderslag | 55,86 | 14 november 2009 | Berlijn         |

Langebaan
| Afstand          | Tijd  | Datum        | Plaats              |
| ---------------- | ----- | ------------ | ------------------- |
| 50m vrije slag   | 24,61 | 30 juli 2011 | Shanghai            |
| 100m vrije slag  | 53,41 | 30 juli 2009 | Rome                |
| 50m vlinderslag  | 25,56 | 16 juni 2013 | Canet-en-Roussillon |
| 100m vlinderslag | 57,25 | 28 juli 2012 | Londen              |